# Thudaca calligramma
Thudaca calligramma är en fjärilsart som beskrevs av Oswald Beltram Lower. Thudaca calligramma ingår i släktet Thudaca och familjen plattmalar. Inga underarter finns listade i Catalogue of Life.